# 徐培源
徐培源（1935年—），男，上海人，中国射电天文学家，曾任上海科学技术大学电子物理研究所所长、研究员，中国天文学会理事。